# Mimetus ryukyus
Mimetus ryukyus là một loài nhện trong họ Mimetidae.
Loài này thuộc chi Mimetus. Mimetus ryukyus được miêu tả năm 1993 bởi Yoshida.

## Hình ảnh

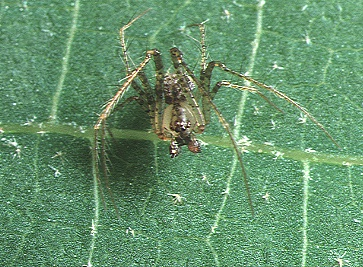